# 氧化酶
氧化酶（英文：Oxidase）是一种催化氧化还原反应的酶，尤其是涉及氧气（O2）作为电子受体的反应。在涉及失去氢原子的反应中，氧气被还原为水（H2O）或过氧化氢（H2O2）。一些氧化反应，例如涉及单胺氧化酶或黄嘌呤氧化酶的氧化反应，通常不涉及游离分子氧。
氧化酶是氧化还原酶的一个亚类。

## 例子
一个重要的例子是细胞色素c氧化酶，它是使身体能够利用氧气产生能量的关键酶，并且是电子传递链的最终组成部分。其他例子包括：
- 葡萄糖氧化酶
- 单胺氧化酶
- 细胞色素P450
- NADPH氧化酶
- 黄嘌呤氧化酶
- L-古洛糖酸內酯氧化酶
- 漆氧化酶
- 赖氨酰氧化酶
- 多酚氧化酶
- 巯基氧化酶，这种酶氧化硫醇基团

## 氧化酶试验
在微生物学中，氧化酶试验被用作鉴定细菌菌株的表型特征。它决定了给定的细菌是否产生细胞色素氧化酶（并因此利用带有电子传递链的氧气）。
该测试用于确定细菌是需氧菌还是厌氧菌。然而，氧化酶阴性的细菌不一定是厌氧的，而是表明该细菌不具有细胞色素c氧化酶。